# Medal za Odwagę (Australia)
Medal za Odwagę (ang. Bravery Medal, skr. BM) – australijskie odznaczenie cywilne przyznawane za odwagę w niebezpiecznych sytuacjach, ustanowione 14 lutego 1975.
Odznaczenie przeznaczone jest dla osób, które nie zważając na niebezpieczeństwo pomogły uratować życie lub mienie innych osób.
Na liście australijskich odznaczeń cywilnych przyznawanych za odwagę jest trzecim odznaczeniem po Krzyżu Waleczności (CV) i Gwieździe za Odwagę (SC), a przed czwartym – Pochwałą za Odważne Zachowanie.
W hierarchii australijskich odznaczeń zajmuje miejsce po Medalu za Dzielność, a przed Medalem Wybitnej Służby.
Osoby odznaczone tym medalem mają prawo umieszczać po swoim nazwisku litery „BM”.